# Herb Piszczaca
Herb Piszczaca – symbol miasta i gminy Piszczac.

## Wygląd i symbolika
Herb przedstawia na tarczy w polu czerwonym postać chłopca w niebieskim płaszczu, z zielonym krogulcem w ręku. Jest to nawiązanie do herbu, który miasto Piszczac otrzymało od króla Zygmunta II Augusta 4 sierpnia 1569.
W 2023, w ramach starań o przywrócenie praw miejskich Piszczacowi, władze gminy rozpoczęły prace nad stworzeniem nowej wersji herbu.